# Langue des signes costaricienne originelle
La langue des signes costaricienne originelle, est la langue des signes utilisée par les personnes sourdes âgées et leurs proches dans la ville de San José au Costa Rica. Elle est en train de disparaître en même temps que ses derniers utilisateurs.

## Caractéristiques
La langue des signes costaricienne originelle a 55 % de signes similaires avec la langue des signes costaricienne moderne, 47 % avec la langue des signes américaine (ASL) et 36 % avec la langue des signes bribri. Il est possible que les similitudes avec l'ASL viennent du lien probable de cette langue avec la langue des signes espagnole, qui est elle-même liée à la langue des signes française comme l'est l'ASL.

## Utilisation
La langue des signes costaricienne originelle est utilisée par les personnes de la ville de San José qui n'utilisent pas la langue des signes costaricienne moderne, c'est-à-dire celles nées avant 1952.